# Postscheckverkehr
Das Wort Postscheck, in der Schweiz auch Postcheque, ist eine Komposition aus Post und Scheck. Im Gegensatz zum Bankscheck trat die (staatliche) Post als Bezogener im Zahlungsverkehr auf.
Als Postscheckverkehr wurde die Zahlung mit Postschecks bezeichnet.
Die Idee dahinter ist eine Dienstleistung aus einer Hand, der Transport der Zahlungsanweisung zum Bezogenen, der Weitertransport in dessen System und die Auszahlung des Geldes durch dessen Einrichtungen. So sollte der unbare Zahlungsverkehr erleichtert und weit verbreitet werden.

## Deutschland

### Bis 1945
Die erste Anregung zur Einführung eines der Allgemeinheit leicht zugänglichen Überweisungs- und Scheckverkehrs durch die Reichspost reicht bis zum Jahre 1876 zurück. Sie stieß jedoch auf den Widerstand des Generalpostmeisters Heinrich von Stephan.
Es gab seit 1876 Girokonten bei der Reichsbank, diese mussten vorläufig den Bedarf an bargeldlosen Diensten decken. Die Dienste der Reichsbank standen allerdings nicht jedem zur Verfügung.
Nachdem die Presse, der Handel und das Gewerbe sich immer drängender für eine Einführung aussprachen, wurde der Reichstag erneut mit dem Thema befasst. Vertreter der Banken und Sparkassen fürchteten eine Konkurrenz durch die staatliche Einrichtung. So wurde behauptet, eine Verzinsung der Guthaben könnte dem deutschen Sparkassenwesen schaden. Daher sollte die Geschäftstätigkeit im Postscheckdienst auf den reinen Zahlungsverkehr beschränkt bleiben.
Am 1. Januar 1909 nahm die Deutsche Reichspost den Postscheckverkehr im Deutschen Reich mit Postscheckämtern, geregelt durch die Postscheckordnung, auf.

#### Postscheckämter

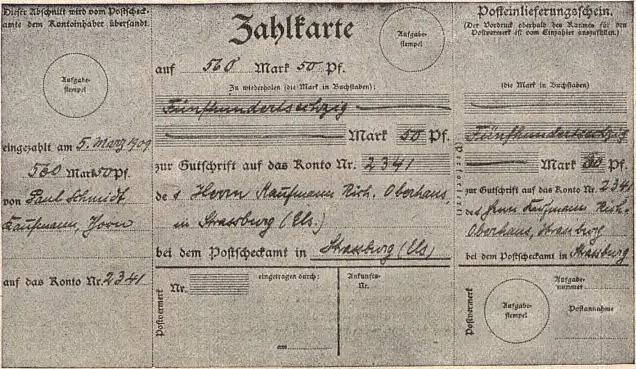
Ausgefüllte Zahlkarte der Deutschen Reichspost aus dem Jahr 1909

Zum Start des Postscheckverkehrs in Deutschland 1909 wurden neun Postscheckämter (PschÄ) eingerichtet sowie weitere drei in Bayern und eines in Württemberg. Die Postverwaltungen von Bayern und Württemberg hatten gleichlautende Verordnungen erlassen. Die höchste Zahl wurde im Jahre 1940 erreicht, als insgesamt 25 PschÄ in den reichsdeutschen Postscheckverkehr eingegliedert waren.
Bereits nach einem halben Jahr, nämlich am 1. Juli 1909, gab es 34.897 Konten. Eine vergleichbare Zahl hatte das einzige österreichische Postscheckamt (die Postsparkasse Wien) erst 1897, d. h. nach zwölfjährigem Bestehen erreicht. Bis zum Jahre 1929 stieg die Anzahl der Konten auf 622.343. Die Millionengrenze wurde 1935 mit 1.067.469 überschritten und bis 1943 stieg die Zahl der Konten auf 1.743.000 an. Nach dem Krieg gab es 1951 in der Bundesrepublik Deutschland bereits wieder 1.012.893 Konten.

#### Postscheckordnung
§ 1 der Postscheckordnung besagt:

„Zur Teilnahme am Post-Überweisungs und Scheckverkehre wird jede Privatperson, Handelsfirma, öffentliche Behörde, juristische Person oder sonstige Vereinigung oder Anstalt auf Antrag zugelassen. […] Die Eröffnung des Kontos erfolgt in der Regel bei dem Postscheckamt, in dessen Bezirk der Wohnsitz des Antragstellers liegt, auf Verlangen auch bei einem anderen Postscheckamt oder bei mehreren Postscheckämtern.“

Die Stammeinlage betrug 100 Mark (1914 auf 50 Mark gesenkt, in der Inflationszeit bis auf 10 Millionen Mark erhöht und 1923 auf 5 Reichsmark ermäßigt). Eine Beschränkung der Einzahlung nach oben gab es nicht. Eingezahlt werden konnte per Zahlkarte, per Postanweisung oder durch Überweisung von einem anderen Postscheckkonto. Die Einzahlungsmodalitäten wurden ausführlich dargestellt. So konnte der Kontoinhaber bei seiner Postanstalt die sofortige Überweisung eingehender Postanweisungen, Postauftrags- oder Nachnahmebeträge seinem Konto gutschreiben lassen.
Diese Postscheckordnung wurde mehrfach geändert und ergänzt. So konnten z. B. seit dem 1. April 1910 die durch Postauftrag oder Nachnahme eingezogenen Beträge direkt auf das Postscheckkonto überwiesen werden. Gesetzlich geregelt wurde das Postscheckwesen erst durch das Postscheckgesetz vom 26. März 1914. Die Textausgabe wurde von Johannes Weiland (23. Juni 1871 – 5. Dezember 1928) verfasst, der Ober-Postinspektor im Reichs-Postamt und Leiter des Postscheckamtes Berlin war (später Postrat, befördert zum Oberpostdirektor am 16. April 1924). Er erhielt als „Begründer des modernen Postscheckwesens“ ein noch existierendes Ehrengrab mit Gedenktafel auf dem Karlshorster Friedhof, gepflegt von der Interessengemeinschaft Historische Friedhöfe Berlin.
Die Benutzung änderte sich im Laufe der Zeit auf Grund von Erfahrungen, Erweiterungen und Erleichterungen, durch die Einführung von Sammelaufträgen, Herstellung von Scheckformblättern in Kartenform, Ergänzung und zweckmäßige Einrichtung der Formblätter. Die Neufassungen des Postscheckgesetzes vom 22. März 1921, der Postscheckordnung vom 7. April 1921, vom 16. Dezember 1927 und vom 2. Oktober 1936 brachten keine wesentlichen Änderungen. Die 1921 erschienene Postscheckordnung galt im gesamten Reichsgebiet mit Einschluss Bayerns und Württembergs.

##### Leistungen
Der Kontoinhaber konnte über sein Guthaben, das die Stammanlage überstieg, frei verfügen. Für die Überweisungen wurden Formulare in Blattform (zur Versendung in Briefen) und Giropostkarten ausgegeben. Bei der Verwendung der Giropostkarten war der Betrag auf 10.000 Mark beschränkt. Ein Abschnitt des Formulars konnte zu kurzen Nachrichten verwendet werden, er wurde dem Empfänger zugesandt.
Für die Auszahlung wurden Scheckformulare ausgegeben. Der Höchstbetrag war auf 10.000 Mark festgesetzt. Hatte der Empfänger eines Postschecks kein Postscheckkonto, so konnte ihm das Geld auch ins Haus zugestellt werden, im Ortszustellbezirk bis 3.000 Mark, im Landbestellbezirk bis 800 Mark; dafür waren Bestellgebühren zu entrichten, höhere Beträge waren vom Postamt abzuholen. Beträge bis 800 Mark, ab 1914 bis 3.000 Mark und später unbegrenzt, konnten auch telegraphisch übermittelt werden.
Seit 1929 waren Eilzahlkarten und Eilüberweisungen zulässig. Kontoüberziehungen, die Vergabe von Krediten sowie weitere Bankgeschäfte wurden nicht erlaubt.

##### Gebühren
Es wurden folgende Gebühren erhoben: bei Bareinzahlung mittels Zahlkarte für je 500 Mark oder einen Teil dieser Summe 5 Pfennig, bei Barrückzahlung durch die Kasse des Postscheckamtes oder durch Vermittlung einer Postanstalt eine feste Gebühr von 5 Pfennig und außerdem 1/10 vom Tausend des auszuzahlenden Betrages. Die Überweisung von Postscheckkonto zu Postscheckkonto kostete 3 Pfennig.

##### Postscheckbrief
Briefe der Postscheckteilnehmer an ihr Postscheckamt unterlagen seit 1900 dem gewöhnlichen Briefporto, ab 1914 der Gebühr für Ortsbriefe und waren ab 1918 gebührenfrei. Ab dem 1. August 1927 betrug das Porto, bei Verwendung besonderer Scheckbriefumschläge, 5 Pfennig, war zwischen dem 1. Dezember 1941 und dem 1. März 1946 (in der US-Zone bis zum 15. Januar 1947) gebührenfrei und kostete dann bis zum 1. August 1948 vorübergehend 10 Pfennig, um dann wieder portofrei befördert zu werden. Sendungen zwischen den Postscheckämtern und den Postanstalten sowie untereinander waren portofrei.

### Nach 1945

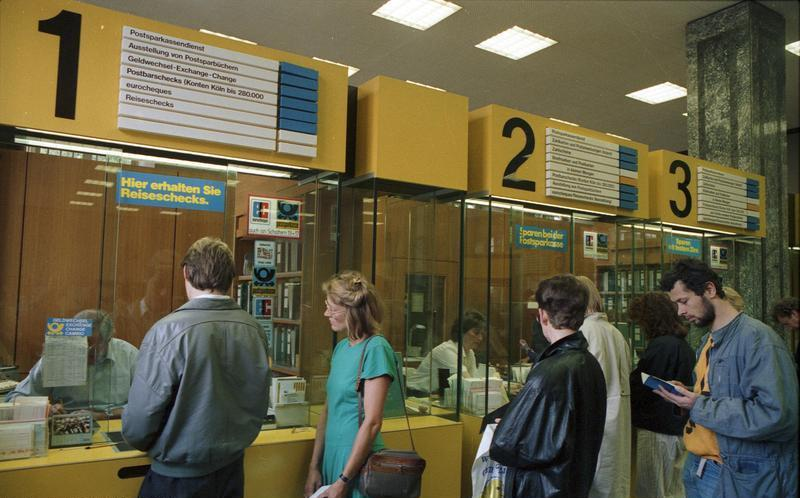
Postschalter im Hauptpostamt in Bonn 1988

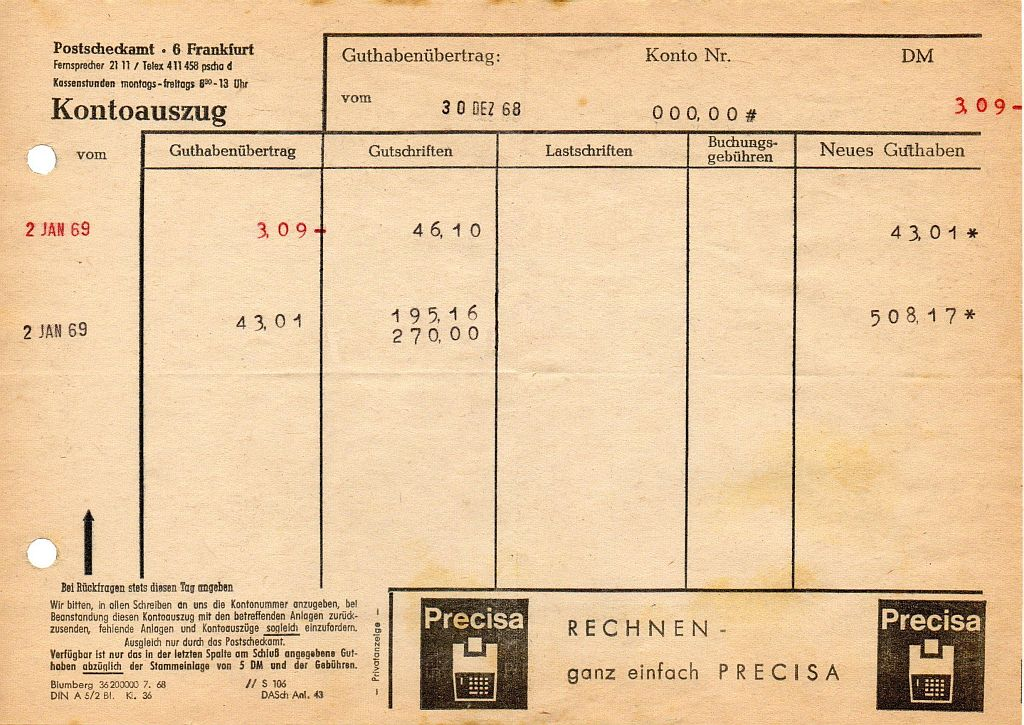
Kontoauszug aus dem Jahre 1969

Postscheckvordrucke ab 1974

Wegen Fehlens einer Zentralverwaltung wurde der Postscheckdienst zunächst nur regional wieder aufgenommen. In der französischen Zone wurden in Freiburg und Reutlingen neue Postscheckämter eingerichtet.
Als Rechtsgrundlage des Postscheckdienstes blieb das Postscheckgesetz vom 26. März 1914 (RGBl. S. 85) in der Fassung der Bekanntmachung vom 22. März 1921 (RGBl. S. 247) und die Postscheckordnung vom 7. April 1921 (RGBl. S. 519) in der Fassung der Bekanntmachung vom 16. Dezember 1927 (RGBl. S. 519) in Kraft.
Am 1. Januar 1947 kam der Postscheckdienst zwischen den drei Westzonen in Gang. Die 12 Postscheckämter Dortmund, Essen, Frankfurt (Main), Hamburg, Hannover, Karlsruhe, Köln, München, Nürnberg, Stuttgart, Freiburg und Reutlingen standen zur Verfügung.
Das Postscheckamt Saarbrücken unterstand dem französischen Wirtschafts- und Finanzsystem. Am 1. April 1956 wurde der Zahlkartenverkehr zwischen dem Bundesgebiet und dem Saarland in beiden Richtungen aufgenommen. Im Jahre 1957 kam Saarbrücken als 13. Postscheckamt zur Deutschen Bundespost.
Nach Gründung der Bundesrepublik Deutschland im Jahr 1949 wurde die Betriebsabwicklung denen des Vereinigten Wirtschaftsgebiets angeglichen. Freiburg und Reutlingen wurden geschlossen. Das Postscheckamt Stuttgart übernahm die Konten von Reutlingen und Karlsruhe die von Freiburg.
Die erste Änderung im Postscheckdienst erfolgte mit der Einführung des Dauerauftragdienstes am 1. Oktober 1950. Am 1. April 1952 wurden die Gebühren für telegraphische Überweisungen gesenkt. Zum 1. Januar 1969 erfolgte die Beschränkung der Gebührenpflicht auf Zahlungsanweisungen. Ein Giro-Sammelverfahren gab den am Postscheckdienst teilnehmenden Geldinstituten die Möglichkeit bestimmte Banklasten ihrer Kunden in das Postschecknetz überzuleiten.
Seit dem 1. Juli 1954 wurden die Postscheckgebühren nicht mehr durch die Postscheckordnung, sondern durch die Verordnung über Gebühren im Postwesen (Bundesanzeiger Nr. 110) festgesetzt. Eine Änderung trat am 1. August 1964 mit der Postscheckgebührenordnung (BGBl. S. 466) in Kraft.
Erstmals 1961 wurde beim PSchA Hamburg der Dauerauftragsdienst mit Hilfe des EDV-Systems IBM 1401 ausgeführt. 1963 übernahm München das Verfahren. Nach erfolgreichem Parallelbetrieb wurden am 7. April 1964 die ersten 400 Postscheckkonten, wieder in Hamburg, mit der IBM ausgeführt. Weitere PschÄ folgten, vorerst noch versuchsweise. Beim PSchA Hamburg wurde ein Klarschriftleseverfahren erprobt und ab 1. Juli 1966 eingesetzt.
1969 wurde das Postbarscheckverfahren eingeführt, mit dem der Kunde die Möglichkeit erhielt, Beträge bis zu 20.000 Mark mit Postscheck bei einer bestimmten Postanstalt seiner Wahl abzuheben.
Das Postscheckgesetz wurde im Zuge der Postrechtsreform durch das neue Gesetz über das Postwesen (BGBl. S. 1006) mit Wirkung vom 1. Januar 1970 außer Kraft gesetzt. Gleichzeitig erschien eine neue Postscheckordnung (BGBl. S. 1059) und die Postscheckgebührenordnung (BGBl. S. 1057). Mit ihr wurde die Zwangseinlage von 5 DM abgeschafft und die Möglichkeit der elektronischen Datenverarbeitung (mit Magnetbändern und Lochkarten) eingeführt.
Die im Postscheckverkehr eingesetzten Verfahren waren Vorbild für die heutigen Direktbanken.
Zur weiteren Entwicklung siehe Postbank.

## Österreich
In Österreich wurde das Postscheckverfahren im Jahre 1883 eingeführt. 1884 wurde der Clearingdienst aufgenommen, d. h. es waren Überweisungen auf fremde Konten möglich. Zentralstelle war das Postsparkassenamt Wien. Die Stammeinlage auf ein Konto betrug 100 K, und Einlagen wurden mit höchstens 2 % verzinst. Das Postscheckverfahren wurde schnell populär: Die Post wurde zum „Bankier für jedermann“, und im Jahre 1904 gab es bereits über 62.000 Teilnehmer. Aufgrund dieser Erfolge wurde die deutsche Reichspost durch das Etatsgesetz für 1900 ermächtigt, ebenfalls das Postscheckverfahren einzuführen. Bereits im Vorjahr lag der Entwurf einer Postscheckordnung vor, eine ursprünglich für den 1. April 1905 geplante gesetzliche Regelung des Postscheckverfahren verzögerte sich jedoch, weil man Regelungen zur Vermeidung eines Wettbewerbs mit den Sparkassen vorsah, die einen kostendeckenden Betrieb verhinderten.

## Schweiz
Im Jahre 1905 wurde in der Schweiz der Postscheck- und Giroverkehr eingeführt, wobei die Stammeinlage 100 Fr. betrug.